# Philippe Zeller
Philippe Zeller, né le 3 octobre 1952 à Lyon, est un haut fonctionnaire et un diplomate français qui a été notamment préfet de l'Ariège et ambassadeur de France à Budapest, à Jakarta, à Ottawa et auprès du Saint-Siège.

## Biographie
Philippe Zeller (né Philippe, André, François Zeller), après des études à 	
HEC, est élève à l'École nationale d'administration  (1976-1978) dans la promotion « Pierre Mendes France », en même temps que Bruno Joubert à qui il succédera à l'Ambassade de France près le Saint-Siège.
Il est chef de la mission de coopération à l'ambassade de France à Victoria (Seychelles) de 1984 à 1986.
Détaché, en 1997, comme préfet de l'Ariège, il devient capitaine de corvette de réserve en 1999. 
Il est ambassadeur itinérant chargé de l'Environnement, puis directeur général de l'administration au Quai d'Orsay, de 2001 à 2004, avant d'occuper successivement, jusqu'en 2015, divers postes d'ambassadeur en Hongrie, en Indonésie, au Timor oriental et au Canada.
Le 15 juillet 2015, il est nommé par le président de la République directeur général de l'administration et de la modernisation de l'administration centrale au ministère des Affaires étrangères et du Développement international.
Il est nommé en conseil des ministres, le 6 avril 2016, ambassadeur près le Saint-Siège. Ce choix est confirmé rapidement par le Saint-Siège permettant la signature du décret de nomination le 10 mai 2016. Il est reçu en audience par le pape François pour la remise de ses lettres de créance le 23 juin 2016.
Arrivant en fin de mission en juin 2018, il organise la rencontre du 26 juin 2018 au Vatican entre le pape François et le président Emmanuel Macron, suivie d'une rencontre à la Villa Bonaparte entre le président et les principaux responsable du Saint-Siège, ainsi que la prise de possession du siège de chanoine d'honneur de la Basilique Saint-Jean-de-Latran par le nouveau président français. Il est reçu en audience auprès du Pape le 28 juin 2018 pour sa visite de congé. Il prend sa retraite le 4 juillet 2018.
Il est chroniqueur pour la revue Peuples du monde, président de l'Institut France-Canada et membre du conseil d'administration de France-Amériques.
Depuis le 17 mars 2019, il préside l'association mémorielle VPF (« Vos Papiers de Famille »), sise 57, rue du Cherche-Midi à Paris (VIe).
Par une décision du tribunal administratif de Montreuil en date du 4 août 2023, il est nommé membre de la commission chargée de l’organisation et de la tenue de l’enquête publique portant sur le projet de schéma directeur de la région Île-de-France, le SDRIF-E, arrêté en conseil régional le 12 juillet 2023.

## Publication
- « Jeanne, de Troussures à Hollywood », dans Julien Serey (dir.), Jeanne d'Arc dans l'Oise, éditions des Célestins, 2021

## Récompenses et distinctions

### Décorations
- Officier de la Légion d'honneur (Décret du 13 juillet 2010 du président Nicolas Sarkozy[1])
- Commandeur de l'ordre national du Mérite (Décret du 19 mai 2018 du président Emmanuel Macron[16])